# Сан-Жуан-ду-Уэсти
Сан-Жуан-ду-Уэсти (порт. São João do Oeste)  —  муниципалитет в Бразилии, входит в штат Санта-Катарина. Составная часть мезорегиона Запад штата Санта-Катарина. Входит в экономико-статистический  микрорегион Сан-Мигел-ду-Уэсти. Население составляет 5148 человек на 2006 год. Занимает площадь 162 км². Плотность населения — 31,8 чел./км².
Праздник города —  12 декабря.

## История
Город основан в 1992 году.